# 魯鑑 (崇禎進士)
魯鑑（1617年—17世紀），字氷長，號屺懷，湖廣武昌府孝感县人，明朝官员。

## 生平
萬曆四十五年（1617年）八月二十二日生。弱冠舉崇禎六年（1633年）癸酉鄉薦第九十名，七年（1634年）成甲戌科進士，兵部觀政，筮仕願試閑職，就在留都應天府任教授。九年（1636年），遷國學助教。十年（1637年），升博士。十三年（1640年）升禮部精膳司主事，八月升祠祭司员外郎。十四年（1641年）升主客司郎中，出为雲南佥事，提督雲南學政，滇中士習文體為之一振。
崇禎十六年（1643年）癸未，晋太僕寺少卿，值流賊亂南北，梗塞不能赴任，留雲南，署藩臬七印，迎刃而理。後間道歸里，隐居湖濱，孝事继母，屡荐不出，鄉黨重之。

## 家族
曾祖魯思顏，增生、邑志有傳。祖魯伯容，庚子舉人、長壽知縣，縣祀名賢。父魯可行，廪生。

## 引用
1. 1 2  《武昌府志》
2. ↑  《崇祯七年甲戌科进士三代履历便览》：鲁鉴，曾祖思颜，增生、邑志有传。祖伯溶，长寿知县，县祀名贤。父可行，廪生。字冰长，号屺怀，诗四房，丁巳年八月二十二日生，武昌府孝感县人，癸酉乡试，会二百八十四名，三甲一百二十六名，兵部观政，乙亥补應天府学教授，升国子助教，丁丑升博士，庚辰升礼部精膳司郎中。